# Des jours et des nuits (pièce de théâtre)
Pour les articles homonymes, voir Des jours et des nuits.
Des jours et des nuits est un spectacle de sketches et de monologues du dramaturge et prix Nobel de littérature anglais Harold Pinter. 
En France, le spectacle a été créé au théâtre de la Gaîté-Montparnasse en 1983 dans une mise en scène de François Marthouret.